# Björnsvingel
Björnsvingel (Festuca gautieri) är en gräsart som först beskrevs av Eduard Hackel, och fick sitt nu gällande namn av Karl Carl Richter. Enligt Catalogue of Life ingår Björnsvingel i släktet svinglar och familjen gräs, men enligt Dyntaxa är tillhörigheten istället släktet svinglar och familjen gräs. Arten har ej påträffats i Sverige. Inga underarter finns listade i Catalogue of Life.